# Valoreille
Valoreille település Franciaországban, Doubs megyében. Lakosainak száma 125 fő (2022. január 1.). Valoreille Les Terres-de-Chaux, Belleherbe, Fleurey, Orgeans-Blanchefontaine és Vauclusotte községekkel határos.

## Népesség
A település népessége az elmúlt években az alábbi módon változott:
| Lakosok száma | 107  | 110  | 104  | 102  | 127  | 132  | 127  | 125  | 124  | 125  |
|               | 1968 | 1982 | 1990 | 2006 | 2013 | 2015 | 2017 | 2019 | 2020 | 2022 |